# Летище Бохот
Летище Бохот (на английски: Bohot Airport) е малко частно летище в България. Намира се в землището на село Бохот на 12 km югоизточно от центъра на Плевен.